# Orstenoloricus
Orstenoloricus là một ấu trùng của ngành loricifera, có lẽ là từ nhóm thân cây, hơi giống với ấu trùng của loài loricifera bất thường Tenuiloricus.